# Adam Haslett
Adam Haslett (Rye, 24 dicembre 1970) è uno scrittore statunitense.

## Biografia
Nato a Rye nel 1970, vive e lavora a New York. 
Ha conseguito un B.A. nel 1992 allo Swarthmore College prima di completare gli studi all'Iowa Writers' Workshop e all'Università Yale.
Dopo aver pubblicato il suo primo racconto, Notes to My Biographer sulla rivista Zoetrope: All-Story, nel 2002 ha esordito nella narrativa con la raccolta di racconti Il principio del dolore alla quale hanno fatto seguito i romanzi Union Atlantic del 2010 e Imagine Me Gone del 2016.
Tradotto in 18 lingue, suoi interventi e articoli sono apparsi in numerose riviste e quotidiani ed è stato professore invitato presso l'Università dell'Iowa e la Columbia University.

## Opere

### Romanzi
- Union Atlantic, Torino, Einaudi, 2010 traduzione di Carla Palmieri ISBN 978-88-06-20022-0.
- Imagine Me Gone (2016)

### Raccolte di racconti
- Il principio del dolore (You Are Not a Stranger Here, 2002), Torino, Einaudi, 2003 traduzione di Giovanna Granato ISBN 88-06-16506-2.

## Premi e riconoscimenti
National Book Award per la narrativa
- 2002 finalista con Il principio del dolore

Guggenheim Fellowship
- 2005[10]

Premio PEN/Malamud
- 2006

Lambda Literary Award
- 2011 vincitore nella categoria "Gay Fiction" con Union Atlantic

Strauss Living Award
- 2016[11]

Premio Pulitzer per la narrativa
- 2017 finalista con Imagine Me Gone